# Кротов, Владимир Никифорович
Владимир Никифорович Кротов (род. 1969, Залесовский район, Алтайский край) — российский самбист, бронзовый призёр розыгрыша Кубка России 2000 года, серебряный (1998, 1999) и бронзовый (2000) призёр чемпионатов России, бронзовый призёр чемпионата Европы 1999 года, обладатель Кубка мира 1997 года, мастер спорта России международного класса. Тренировался под руководством Валерия Зайцева. Выступал во второй средней весовой категории (до 90 кг). После окончания школы служил в пограничных войсках на Дальнем Востоке. Выпускник Барнаульского государственного педагогического института по специальности «физвоспитание».

## Всероссийские соревнования
- Чемпионат России по самбо 1998 — ;
- Чемпионат России по самбо 1999 — ;
- Чемпионат России по самбо 2000 — ;
- Кубок России по самбо 2000 — ;